# Вольт
Вольт (русское обозначение: В; международное: V) — в Международной системе единиц (СИ) единица измерения электрического потенциала, разности потенциалов, электрического напряжения и электродвижущей силы.
Названа в честь итальянского физика и физиолога Алессандро Вольта (1745—1827), который изобрёл первую электрическую гальваническую батарею — вольтов столб и опубликовал результаты своих экспериментов в 1800 году.
По определению разность потенциалов между двумя точками равна 1 вольту, если для перемещения заряда величиной 1 кулон из одной точки в другую над ним надо совершить работу величиной 1 джоуль. Вольт также равен электрическому напряжению, вызывающему в электрической цепи постоянный ток силой 1 ампер при мощности 1 ватт.
В соответствии с правилами СИ, касающимися производных единиц, названных по имени учёных, наименование единицы вольт пишется со строчной буквы, а её обозначение — с прописной. Такое написание обозначения сохраняется и в обозначениях производных единиц, образованных с использованием вольта. Например, обозначение единицы измерения напряжённости электрического поля «вольт на метр» записывается как В/м.
1 В = (1/300) единицы потенциала СГСЭ.

## Определение
Вольт может быть определён либо как электрическое напряжение на концах проводника, необходимое для выделения в нём теплоты мощностью в 1 ватт при силе протекающего через этот проводник постоянного тока в 1 ампер, либо как разность потенциалов между двумя точками электростатического поля, при прохождении которой над зарядом величиной 1 кулон совершается работа величиной 1 джоуль, либо как разность потенциалов на резисторе в 1 ом при протекании через него тока в 1 ампер. Выраженный через основные единицы системы СИ, один вольт равен м² · кг · с−3 · A−1.
{\displaystyle {\mbox{В}}={\dfrac {\mbox{Вт}}{\mbox{А}}}={\dfrac {\mbox{Дж}}{\mbox{Кл}}}={\dfrac {{\mbox{м}}^{2}\cdot {\mbox{кг}}}{{\mbox{с}}^{3}\cdot {\mbox{А}}}}={\mbox{А}}\cdot {\mbox{Ом}}.}

## Определение на основе эффекта Джозефсона

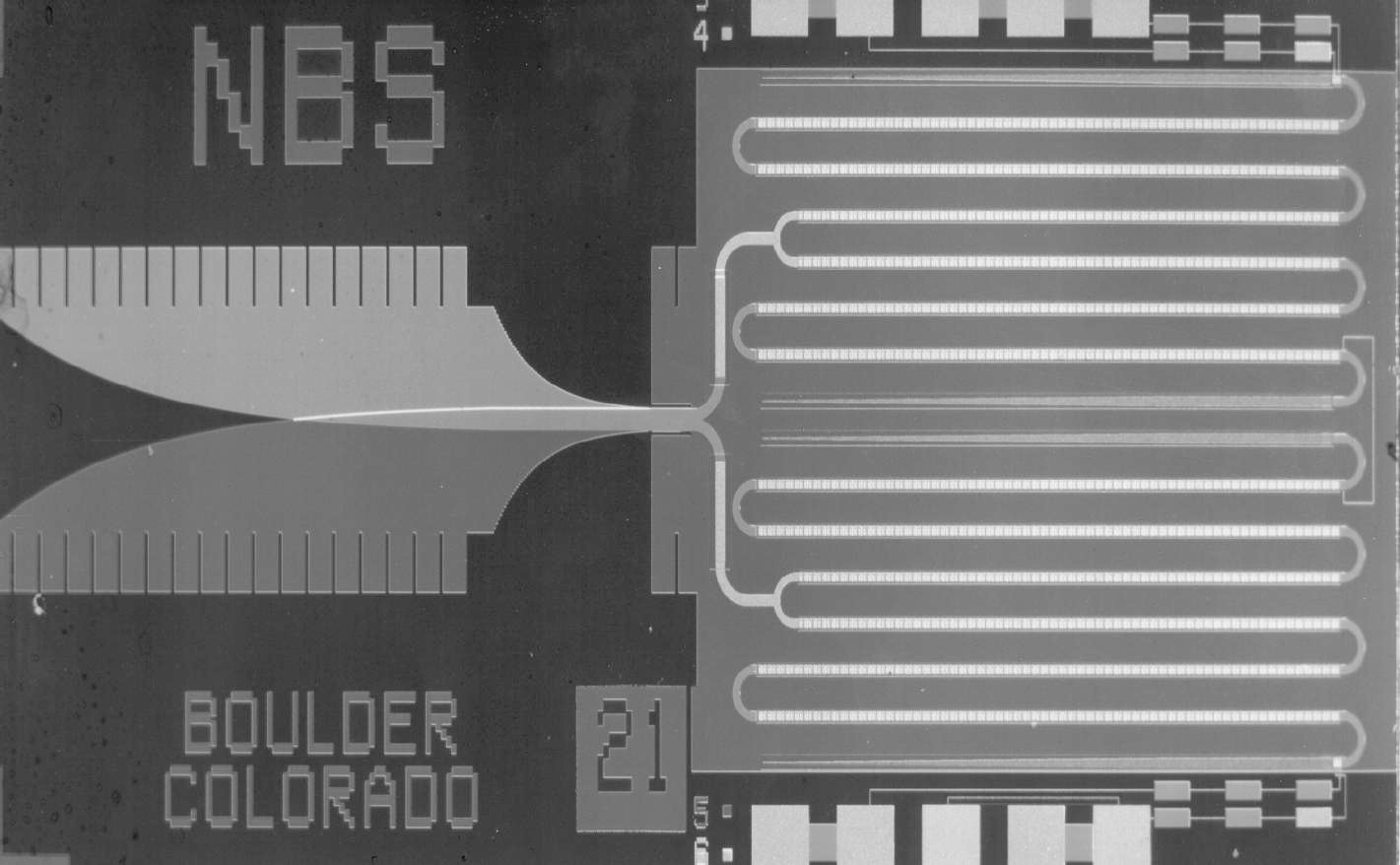
Матрица из джозефсоновских контактов, разработанная Национальным институтом стандартов для воспроизведения стандартного вольта

С 1990 года вольт стандартизирован посредством измерения с использованием нестационарного эффекта Джозефсона, при котором для привязки к эталону используется константа Джозефсона, зафиксированная 18-й Генеральной конференцией по мерам и весам как
{\displaystyle K_{\text{J-90}}={\frac {2e}{h}}=} 0,4835979 ГГц/мкВ,
где e — элементарный заряд, h — постоянная Планка.
Этим методом величина вольта однозначно связывается с эталоном частоты, задаваемым цезиевыми часами: при облучении матрицы, состоящей из нескольких тысяч джозефсоновских переходов, микроволновым излучением на частотах от 10 ГГц до 80 ГГц, возникает вполне определённое электрическое напряжение, с помощью которого калибруются вольтметры. Эксперименты показали, что этот метод нечувствителен к конкретной реализации установки и не требует введения поправочных коэффициентов.

## Шкала напряжений
- Наилучшая разрешающая способность при сравнении напряжений постоянного тока составляет 10 аттовольт (1⋅10−17 В)[7].
- Наименьшее измеряемое постоянное напряжение серийно выпускаемым прибором — 20 пиковольт (2⋅10−11 В)[8].
- Чувствительность радиоприёмников связной аппаратуры при голосовой передаче — 1…1,5 мкВ (одни из самых слабых сигналов напряжения, массово применяемых в настоящее время)[9].
- Выходное максимальное напряжение на обмотке магнитной головки кассетного магнитофона — 0,3 мВ[10].
- Разность потенциалов на мембране нейрона — 70 мВ.
- NiCd аккумулятор — 1,2 В.
- Щелочной элемент — 1,5 В.
- Литий-железо-фосфатный аккумулятор (LiFePO4) — 3,3 В.
- Зарядное устройство для мобильных телефонов — 5,0 В.
- Батарейка «Крона» — 9 В.
- Автомобильный аккумулятор — 12 В (для тяжёлых грузовиков — 24 В).
- Напряжение бытовой сети в России — 230 В (фаза — нейтраль), 400 В (межфазное)[11].
- Напряжение в некоторых промышленных сетях — 400 В (трёхфазное), 400 В (однофазное), 690 В (трёхфазное).
- Напряжение в контактной сети трамвая, троллейбуса — 600 В (550 В) (постоянный ток).
- Напряжение контактного рельса в метрополитене — 825 В  (750 В) (постоянный ток)[12].
- Электрифицированные железные дороги — 1,5 кВ, 3 кВ (контактная сеть постоянного тока), 10 кВ, 15 кВ, 25 кВ (контактная сеть переменного тока).
- Напряжение в магистральных ЛЭП — 35, 110, 220, 330, 500, 750 и 1150 кВ.
- Самое высокое постоянное напряжение, полученное в лаборатории на пеллетроне — 25 МВ.
- Напряжение при разряде молнии — от 100 МВ и выше.

## Исторический экскурс
Единица измерения «вольт» была введена в 1861 году комитетом электрических эталонов, созданным Уильямом Томсоном. Её введение было связано с текущими нуждами инженерной физики. 1 июня 1898 года имперским законом в Германии 1 вольт был установлен как «законная» единица измерения ЭДС, равная ЭДС, возбуждающей в проводнике сопротивлением 1 ом ток силой 1 ампер. В Международную систему единиц (СИ) вольт введён решением XI Генеральной конференцией по мерам и весам в 1960 году одновременно с принятием системы СИ в целом.
До 1990 года 1 вольт определялся через единицу энергии джоуль и единицу заряда кулон.

## Кратные и дольные единицы
Десятичные кратные и дольные единицы образуются с помощью стандартных приставок СИ.
| Кратные                                               | Кратные     | Кратные     | Кратные     | Дольные  | Дольные     | Дольные     | Дольные     |
| величина                                              | название    | обозначение | обозначение | величина | название    | обозначение | обозначение |
| ----------------------------------------------------- | ----------- | ----------- | ----------- | -------- | ----------- | ----------- | ----------- |
| 101 В                                                 | декавольт   | даВ         | daV         | 10−1 В   | децивольт   | дВ          | dV          |
| 102 В                                                 | гектовольт  | гВ          | hV          | 10−2 В   | сантивольт  | сВ          | cV          |
| 103 В                                                 | киловольт   | кВ          | kV          | 10−3 В   | милливольт  | мВ          | mV          |
| 106 В                                                 | мегавольт   | МВ          | MV          | 10−6 В   | микровольт  | мкВ         | µV          |
| 109 В                                                 | гигавольт   | ГВ          | GV          | 10−9 В   | нановольт   | нВ          | nV          |
| 1012 В                                                | теравольт   | ТВ          | TV          | 10−12 В  | пиковольт   | пВ          | pV          |
| 1015 В                                                | петавольт   | ПВ          | PV          | 10−15 В  | фемтовольт  | фВ          | fV          |
| 1018 В                                                | эксавольт   | ЭВ          | EV          | 10−18 В  | аттовольт   | аВ          | aV          |
| 1021 В                                                | зеттавольт  | ЗВ          | ZV          | 10−21 В  | зептовольт  | зВ          | zV          |
| 1024 В                                                | йоттавольт  | ИВ          | YV          | 10−24 В  | иоктовольт  | иВ          | yV          |
| 1027 В                                                | роннавольт  | РнВ         | RV          | 10−27 В  | ронтовольт  | рнВ         | rV          |
| 1030 В                                                | кветтавольт | КвВ         | QV          | 10−30 В  | квектовольт | квВ         | qV          |
| рекомендовано к применению применять не рекомендуется |             |             |             |          |             |             |             |